# Семейство региональных самолётов Embraer
Embraer ERJ — семейство среднемагистральных региональных реактивных самолётов производства Embraer, Бразилия. В семейство входят модели ERJ 135 (37 пассажиров), ERJ 140 (44 пассажира) и ERJ 145 (50 пассажиров), а также Legacy 600 (бизнес-джет), и R-99 (военная модификация). ERJ 145 — крупнейший самолёт в семействе. На каждом самолёте семейства установлено два турбовентиляторных двигателя. Главным конкурентом семейства ERJ 145 является семейство CRJ производства Bombardier (Канада).

## История проекта

### Ранний этап
Впервые ERJ 145 был представлен на авиасалоне Ле Бурже в 1989 году как модификация EMB 120 Brasilia, оснащённая двумя турбовентиляторными двигателями. Ключевыми показателями предложенной модели были:
- Прямое крыло
- Двигатели расположены на фюзеляже
- Дальность полёта 2500 км
- 75 % деталей совместимо с EMB 120.

### Проектирование
С 1990 года инженеры Embraer провели испытания в аэродинамической трубе, в результате конструкция была значительно изменена по сравнению с EMB 120. Новые характеристики:
- Угол крыла 22,3°
- Двигатели расположены на крыле
- Максимальная дальность 2500 км

### Производство

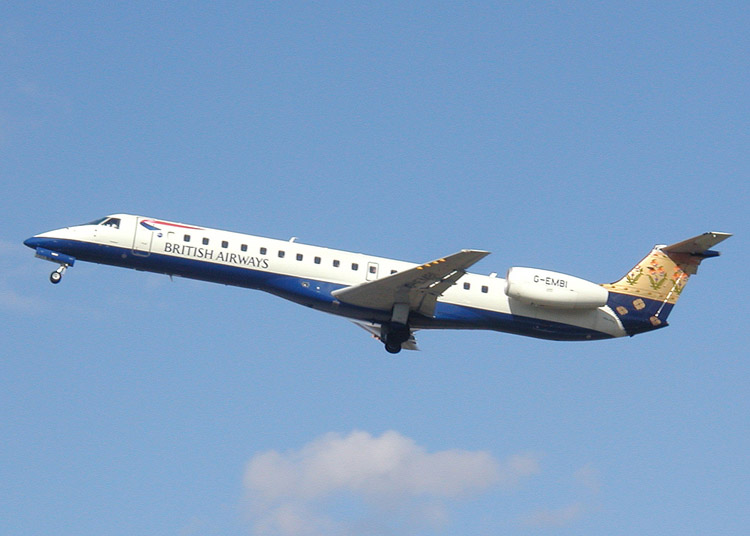
ERJ 145 авиакомпании British Airways Citiexpress (BA Connect, сегодня Flybe) в окраске British Airways Pathania

Вторые испытания самолёта в аэродинамической трубе дали значительно лучшие результаты, в результате было решено изменить параметры крыла и перенести двигатели с крыла в заднюю часть самолёта. Новый облик самолёт получил в конце 1991 года, однако на какое-то время проект был заморожен. Несмотря на большое количество внесённых изменений, от EMB 120 самолёт унаследовал ряд технических решений, в том числе конфигурацию салона 2+1. Основными характеристиками в проекте стали:
- двигатели в задней части самолёта
- стреловидное крыло без концевых шайб
- T-образный хвост
- максимальная дальность 2500 км

В связи со сменой облика самолёта произошла значительная задержка в его подготовке к производству. При этом требовалось максимально унифицировать новый самолёт с EMB 120 Brasilia. Тем не менее, большое количество предварительных заказов сыграло важную роль в том, что проект состоялся.

### Варианты самолёта

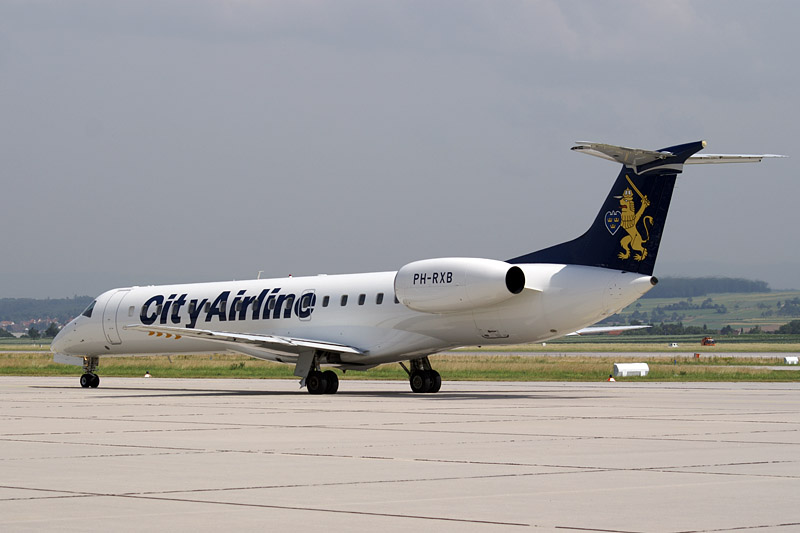
ERJ 145 City Airline

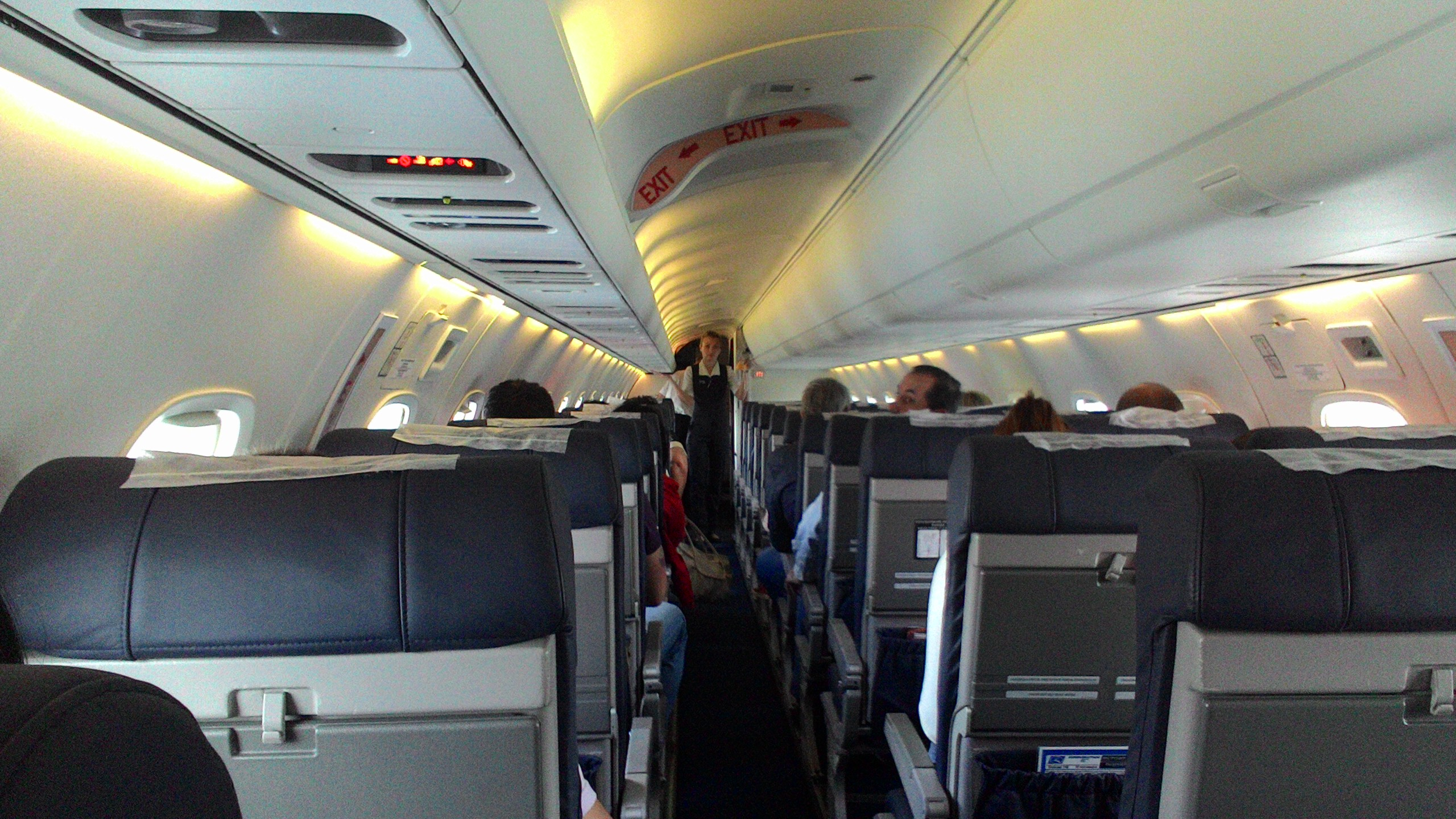
Салон ERJ-145 а/к Комиавиатранс

96 % деталей ERJ 140 взаимозаменяемо с ERJ 145, для экипажей эти самолёты идентичны. Различия заключаются в более коротком фюзеляже, некоторых изменениях в регулировке двигателя и увеличенной дальности полёта. В начале производства Embraer определил стоимость ERJ 140 приблизительно в 15,2 млн долл. США. Стоимость разработки ERJ 140 оценивается в 45 млн долл. США. ERJ 135, эксплуатация которого началась в 1999 году, содержит 95 % деталей, идентичных ERJ 145, но он на 3,6 м короче.
В ERJ 145 предусмотрено 50 пассажирских мест, в то время как ERJ 140 рассчитан на 44, а ERJ 135 — на 37 пассажиров. ERJ 140 планировался с уменьшенным количеством пассажирских мест из-за требований авиакомпаний США, у которых с профсоюзами пилотов заключено соглашение об ограничениях, которые распространяются на 50-местные самолёты.
В 2003 году Embraer создал совместное предприятие с Harbin Aircraft Manufacturing Corporation из Харбина, Китай. Совместное предприятие Harbin Embraer начало производство ERJ 145 для китайского рынка в кооперации с другими заводами Embraer.

## Модификации

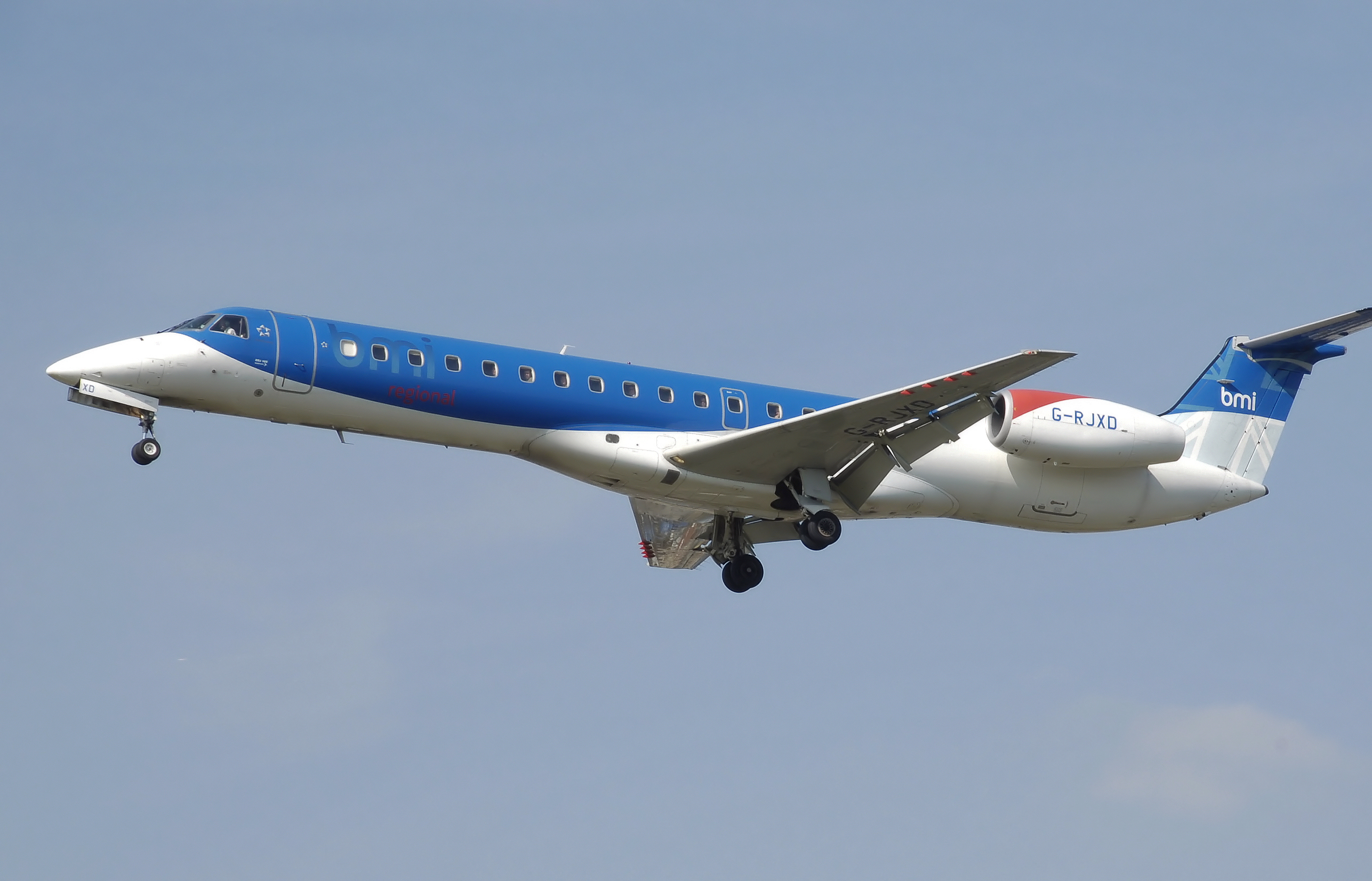
bmi Embraer ERJ 145

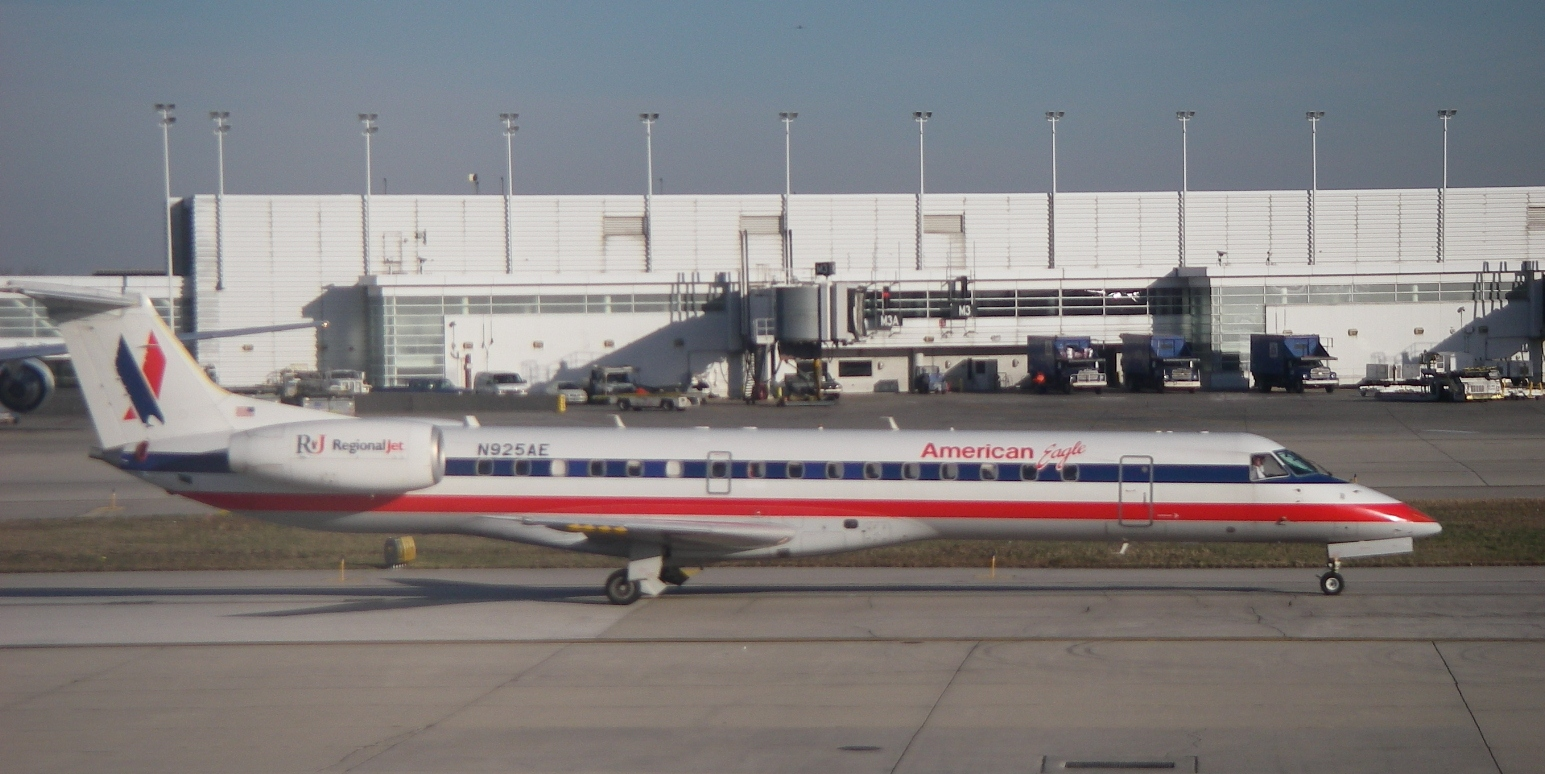
ERJ 145 в аэропорту «Мидуэй» в Чикаго

Выпускались следующие модификации ERJ 145:

### Гражданские модели
- ERJ 135ER — Увеличена дальность, основан на 135 модификации. Это ERJ 145 с уменьшенной длиной, пассажирских мест меньше на тринадцать, пассажировместимость составляет 37 пассажиров.
- ERJ 135LR — Увеличена дальность (увеличены топливные баки и усовершенствованы двигатели).
- ERJ 140ER — Укороченный ERJ 145, количество пассажирских мест уменьшено на шесть, всего рассчитан на 44 пассажира.
- ERJ 140LR — Увеличена дальность (увеличены топливные баки и усовершенствованы двигатели).
- ERJ 145STD — Базовая модель
- ERJ 145EU — модель для европейского рынка. При стандартном объёме топливных баков 145STD (4174 кг) увеличен максимальный взлётный вес до 19990 кг.
- ERJ 145ER — Увеличена дальность.
- ERJ 145EP — При объёме топливных баков 145ER (4174 кг) увеличен максимальный взлётный вес до 20990 кг.
- ERJ 145LR — Увеличена дальность (объём топливных баков - 5187, двигатели AE3007A1) увеличены MTOW до 22000кг и MLW до 19300кг.
- ERJ 145LU — При объёме топливных баков 145LR (5187 кг) увеличен максимальный взлётный вес до 21990 кг.
- ERJ 145MK — При объёме топливных баков 145STD (4174 кг), и том же максимальном взлётном весе изменён максимальный вес самолёта без топлива 17700 кг
- ERJ 145XR — Увеличена дальность (многочисленные аэродинамические усовершенствования, дополнительный топливный бак (расположен в кормовой части) в дополнение к двум главным большим бакам в крыле (те же самые баки как в моделях LR), увеличен вес, выше максимальная скорость и более мощные двигатели).
- Embraer Legacy 600 — Бизнес-джет на основе ERJ135.

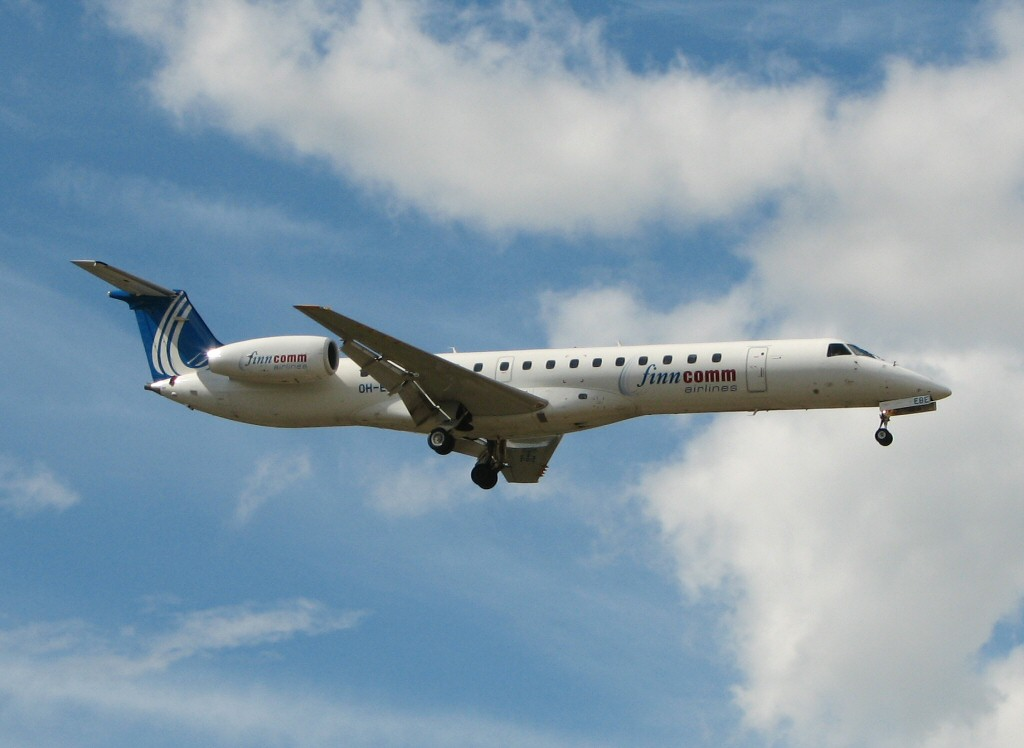
Finncomm Airlines ERJ 145

### Военные модели
- C-99A — Транспортный самолёт
- EMB 145SA (R-99 модель A) — Модификация с AEW
- EMB 145RS (R-99 модель B) — Модификация с SAR и FLIR
- EMB 145MP/ASW — Морская патрульная модификация

## Эксплуатационно-технические характеристики
Приведённые ниже характеристики соответствуют модификации ERJ 140.

### Технические характеристики
- Экипаж: 2 человека[2]
- Пассажировместимость: 44 человека
- Длина: 28,45 м
- Размах крыла: 20,04 м
- Высота: 6,76 м
- Площадь крыла: 51,2 м²
- Максимальная ширина пассажирского салона: 2,1 м (все модели)
- Ширина фюзеляжа: 2,28 м[3]

- Масса пустого: 11 740 кг
- Максимальная масса без топлива: 17 100 кг
- Максимальная взлётная масса: 25 000 кг
- Двигатели: 2× ТРДД Rolls-Royce AE 3007A с максимальной тягой по 39,7[4] кН каждый

### Лётные характеристики
- Максимальная скорость: 834 км/ч
- Максимальная дальность: 4053 км
- Практический потолок: 11 278 м
- Скороподъёмность: 780 м/мин.
- Удельная нагрузка на крыло: 334 кг/м²

## Эксплуатанты

### Военные эксплуатанты
Бельгия
- ВВС Бельгии

 Бразилия
- ВВС Бразилии

 Греция
- ВВС Греции

 Индия
- ВВС Индии

 Мексика
- ВВС Мексики

### Гражданские эксплуатанты
ERJ 135 — по состоянию на январь 2012 года выпущено 108 самолётов ERJ 135 (всех модификаций)
Основные эксплуатанты
 США
- American Eagle Airlines (39 шт.)
- Chautauqua Airlines (17 шт.)
- ExpressJet Airlines (30 шт.)

Остальные самолёты эксплуатируются 9 другими авиакомпаниями.
ERJ 140 — по состоянию на январь 2012 года выпущено 74 самолёта ERJ 140LR
Основные эксплуатанты
 США
- American Eagle Airlines (59 шт.)
- Chautauqua Airlines (15 шт.)

ERJ 145 — по состоянию на январь 2012 года выпущено 708 единиц ERJ 145 (всех модификаций)
Основные эксплуатанты
 Великобритания
- Flybe (28)
- Bmi regional (11)

 Люксембург
- Luxair (8)

 Мексика
- Aerolitoral (19)

 Польша
- LOT Polish Airlines (11)

 Португалия
- Portugália (8)

 США
- American Eagle Airlines (108)
- Chautauqua Airlines (63)
- ExpressJet Airlines (244)
- Freedom Airlines (20)
- Mesa Airlines (16)
- Trans States Airlines (48)

 Украина
- Днеправиа (21)[6]

 Россия
- Комиавиатранс (5)

 Филиппины
- TAIR Airlines (4)

 Франция
- Régional (28)

Остальные самолёты эксплуатируются в ещё 13 авиакомпаниях.

## Потери самолётов
По данным сайта Aviation Safety Network по состоянию на 24 августа 2023 года в общей сложности в результате аварий были потеряны 11 самолётов Embraer ERJ-135/140/145. В единственной катастрофе с человеческими жертвами погибло 10 человек.
| Дата       | Бортовой номер | Место авиационного происшествия | Жертвы | Краткое описание                                                                            |
| ---------- | -------------- | ------------------------------- | ------ | ------------------------------------------------------------------------------------------- |
| 11.02.1998 | N14931         | Бомонт                          | 0/4    | Тренировочный полёт. Сошел с ВПП при взлёте с имитацией отказа двигателя, ошибки экипажа.   |
| 28.12.1998 | PT-SPE         | Куритиба                        | 0/40   | При грубой посадке в сложных метеоусловиях надломилась задняя часть фюзеляжа. Списан.       |
| 18.01.2003 | N714BZ         | Колумбус                        | 0/3    | Врезался в ангар при проверке двигателей.                                                   |
| 05.05.2010 | HK-4536        | Миту                            | 0/41   | При посадке выкатился за пределы ВПП.                                                       |
| 25.08.2010 | PR-PSJ         | Витория-да-Конкиста             | 0/35   | При посадке выкатился за пределы ВПП.                                                       |
| 28.04.2011 | UR-DNK         | Шереметьево                     | 0/34   | При посадке выкатился за пределы ВПП и потерял шасси. Предположительно отказ тормозов.      |
| 04.09.2011 | N840HK         | Оттава                          | 0/47   | При посадке в сильный дождь получил повреждения и выкатился за пределы ВПП, ошибки экипажа. |
| 04.03.2019 | N14171         | Преск-Айл                       | 0/31   | При посадке в снег приземлился за пределами ВПП, ошибки экипажа.                            |
| 24.10.2020 | N674RJ         | Багамские острова               | 0/28   | При посадке выкатился за пределы ВПП.                                                       |
| 23.08.2023 | RA-02795       | Куженкино                       | 10/10  | Самолёт Евгения Пригожина. Разрушился в полёте.                                             |

## Схожие самолёты
- CRJ100/200
- Fairchild-Dornier 328JET
- Fairchild-Dornier 528
- Як-40
- VFW-614